# イギリス国鉄47形ディーゼル機関車
イギリス国鉄47形ディーゼル機関車（イギリスこくてつ47がたディーゼルきかんしゃ）は、イギリス国鉄の電気式ディーゼル機関車である。ブラッシュトラクションならびにイギリス国鉄のクルー工場にて、1962年から1968年にかけて512両が製造された。この両数はイギリスの本線用ディーゼル機関車の1形式としては最多である。
イギリス国内の無煙化に多大な貢献を果たし、客貨両用の主力機として長きに渡って使用される、イギリスを代表する機関車である。

## 形態区分
47/0形
蒸気暖房装置を搭載する基本形態。
47/3形
列車暖房装置を非搭載。
47/4形
電気暖房搭載車、または蒸気・電気暖房併載車。
47/7形
47/4形にプッシュプル運転装置を設置。
47/9形
出力3300HPの機関を搭載した改造試作機。

## 関連車両
- イギリス国鉄57形ディーゼル機関車
- イギリス鉄道66形ディーゼル機関車

## 参考資料
- デアゴスティーニ・ジャパン　鉄道データファイル　第150号
- 渡辺肇「イギリス国鉄動力車あれこれ その3」『鉄道ファン』1984年6月号、交友社、102-107頁。